# Meistaraflokkur 1941
La Meistaraflokkur 1941 fu la 30ª edizione del campionato di calcio islandese concluso con la vittoria del KR al suo decimo titolo.

## Formula
Il numero di squadre partecipanti passò da quattro a cinque che si incontrarono in un turno di sola andata per un totale di quattro partite.

## Squadre partecipanti
| Club     | Città     | Posizione 1940     |
| -------- | --------- | ------------------ |
| Fram     | Reykjavík | 4°                 |
| KR       | Reykjavík | 3°                 |
| Valur    | Reykjavík | Campione d'Islanda |
| Víkingur | Reykjavík | 2°                 |
| ÍBA      | Reykjavík | Non partecipante   |

Tutti gli incontri si disputarono allo stadio Melavöllur, impianto situato nella capitale.

## Classifica finale
|                    | Pos. | Squadra  | Pt | G | V | N | P | GF | GS | DR  |
| ------------------ | ---- | -------- | -- | - | - | - | - | -- | -- | --- |
| Islanda (bandiera) | 1.   | KR       | 7  | 4 | 3 | 1 | 0 | 11 | 5  | +6  |
|                    | 2.   | Valur    | 6  | 4 | 2 | 2 | 0 | 14 | 3  | +11 |
|                    | 3.   | Víkingur | 3  | 4 | 1 | 1 | 2 | 5  | 5  | +0  |
|                    | 4.   | Fram     | 3  | 4 | 1 | 1 | 2 | 6  | 12 | -6  |
|                    | 5.   | ÍBA      | 1  | 4 | 0 | 1 | 3 | 6  | 17 | -11 |

Legenda:

      Campione di Islanda
Note:

Due punti a vittoria, uno a pareggio, zero a sconfitta.

### Verdetti
- KR Campione d'Islanda 1941.